# René Borgerhoff Mulder
René Louis Gilbert Borgerhoff Mulder (Oegstgeest, 20 september 1913 - 16 oktober 1996) was een Nederlands Engelandvaarder. Hij werd piloot en werkte na de oorlog voor de KLM.
In 1941 kreeg Borgerhoff Mulder een vliegopleiding in Cranwell om piloot van een bommenwerper te worden. Hij werd ingedeeld bij de 320 Dutch Squadron RAF en bereikte de rang van officier-vlieger tweede klasse. Tijdens de oorlog is hij 63 keer uitgevlogen.
In 1948 kwam hij in de buitenlandse dienst van de KLM in Den Haag. In 1953 werd hij general manager in Engeland en Ierland als opvolger van W. de Mier.

## Onderscheidingen
- Officier in de Orde van Oranje-Nassau[2]
- Kruis van Verdienste op 2 september 1942[3]
- Vliegerkruis, KB nr. 10 van 12 oktober 1944[4]
- Oorlogsherinneringskruis met gesp[2]
- Verzetsherdenkingskruis[2]
- Onderscheidingsteken voor Langdurige Dienst als officier met cijfer XV[2]